# Sicyopus axilimentus
Sicyopus auxilimentus là một loài cá thuộc họ Gobiidae. Nó là loài đặc hữu của Philippines.